# Amylocorticiaceae
Amylocorticiaceae Jülich – rodzina grzybów z grupy pieczarniaków (Agaricomycetes).

## Systematyka
Pozycja w klasyfikacji według Index Fungorum: Amylocorticiales, Agaricomycetidae, Agaricomycetes, Agaricomycotina, Basidiomycota, Fungi.
Według aktualizowanej klasyfikacji Index Fungorum bazującej na Dictionary of the Fungi do rodziny tej należą rodzaje:
- Agroathelia Redhead & Mullineux 2023
- Amyloathelia Hjortstam & Ryvarden 1979
- Amyloceraceomyces S.H. He 2020
- Amylocorticiellum Spirin & Zmitr. 2002
- Amylocorticium Pouzar 1959 – skórkobłonka
- Amyloxenasma (Oberw.) Hjortstam & Ryvarden 2005
- Anomoloma Niemelä & K.H. Larss. 2007
- Anomoporia Pouzar 1966
- Ceraceomyces Jülich 1972 – woskowniczek
- Irpicodon Pouzar 1966
- Plicaturopsis D.A. Reid 1964
- Podoserpula D.A. Reid 1963
- Serpulomyces (Zmitr.) Zmitr. 2002

Polskie nazwy na podstawie pracy Władysława Wojewody z 2003 r.